# Sovrani di Oldenburgo

Scudo dei Conti di Oldenburg

Scudo dei Conti di Oldenburg-Delmenhorst

Scudo dei Granduchi di Oldenburg

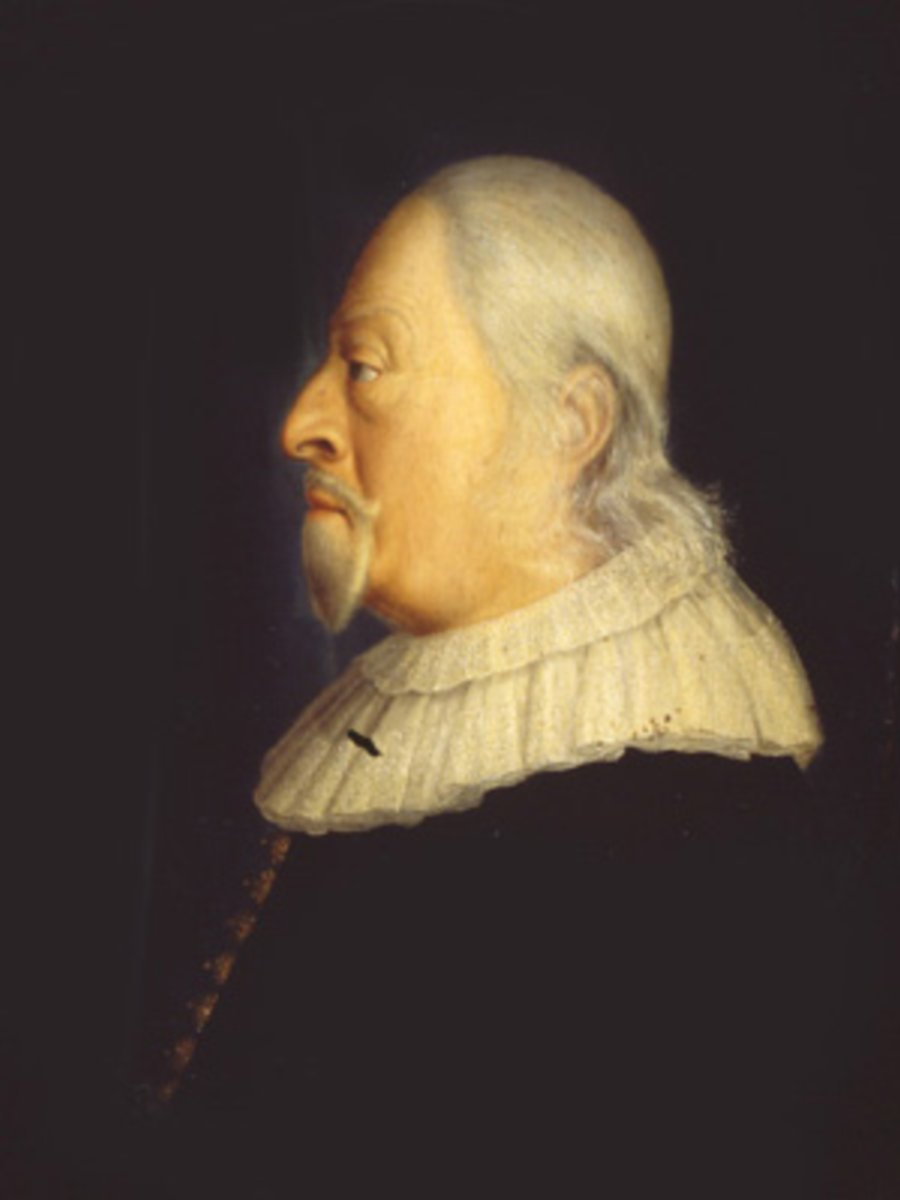
Antonio Günther, l'ultimo Conte del ramo non danese del Casato di Oldenburg

Questo è l'elenco dei conti, duchi, granduchi, e primi ministri di Oldenburgo.

## Conti di Oldenburg
- ... - 1088 Huno
- 1101 - 1108 Elimar I
- 1108-1142 Elimar II

Divisione tra Oldenburg e Wildeshausen
- 1142-1148 Enrico I
- 1148-1167 Cristiano I
- 1168-1211 Maurizio
- 1211-1251 Cristiano II
- 1211-1262 Ottone II
- 1251-1272 Giovanni IX
- 1272-1278 Cristiano III

Divisione tra Oldenburg e Delmenhorst
- 1278-1305 Giovanni X
- 1305-1345 Giovanni XI
- 1345-1368 Corrado I
- 1368-1386 Corrado II
- 1386-1398 Cristiano IV
- 1386-1420 Maurizio III
- 1398-1423 Cristiano V
- 1423-1440 Dietrich il Fortunato

Divisione tra Danimarca, Oldenburg e Delmenhorst
- 1440-1483 Gerardo il Litigioso
- 1483-1498 Adolfo
- 1482-1526 Giovanni V
- co-regnanti:
  - 1526-1542 Giovanni VI
  - 1526-1551 Giorgio
  - 1526-1566 Cristoforo
  - 1529-1573[1] Antonio I
- 1573-1603 Giovanni VII
- 1573-1519 Antonio II
  - 1619-1647 Cristiano IX

Divisione tra Oldenburg e Delmenhorst
- 1603-1667 Antonio Gundicaro

Alla Danimarca dal 1667 al 1773
- 1667-1670 Federico I, in unione personale come Federico III, re di Danimarca
- 1670-1699 Cristiano VIII, in unione personale come Cristiano V, re di Danimarca
- 1699-1730 Federico II, in unione personale come Federico IV, re di Danimarca
- 1730-1746 Cristiano IX, in unione personale come Cristiano VI, re di Danimarca
- 1746-1766 Federico III, in unione personale come Federico V, re di Danimarca
- 1766-1773 Cristiano X, in unione personale come Cristiano VII, re di Danimarca

Ceduto alla linea di Holstein-Gottorp
- 1773 Paolo I
- 1773-1774 Federico Augusto I (Duca dal 1774), in unione personale come principe-vescovo di Lubecca

## Duchi di Oldenburg
- 1774-1785 Federico Augusto I
- 1785-1810 Guglielmo

Alla Francia dal 1810 al 1813
- 1813-1823 Guglielmo (formalmente Granduca dal 1815)
- 1823-1829 Pietro I (formalmente Granduca dal 1823)

## Granduchi di Oldenburg
- 1829-1853 Augusto I
- 1853-1900 Pietro II
- 1900-1918 Federico Augusto II

## Titolo completo
- Granduca di Oldenburg, Erede in Norvegia, Duca di Schleswig, Holstein, Stormarn, Ditmarshes & Oldenburg, Principe di Lubecca e Birkenfeld, Signore di Jever e Kniphausen

## Capi della Casa di Oldenburg dal 1918 (non regnanti)
- 1918-1931 Federico Augusto II
- 1931-1970 Nicola
- 1970-2014 Antonio Günther
- 2014-attuale Cristiano

## Primi Ministri della Repubblica di Oldenburg
- 1918–1919 Bernhard Kuhnt (USPD)
- 1919–1923 Theodor Tantzen (DDP)
- 1923–1930 Eugen von Finckh (nessun partito)
- 1930–1932 Friedrich Cassebohm
- 1932–1933 Carl Röver (NSDAP)
- 1933–1945 Georg Joel (NSDAP)
- 1945–1946 Theodor Tantzen (FDP)

Alla Bassa Sassonia nel 1946